# Diocesi di Scutario
La diocesi di Scutario (in latino: Dioecesis Scutariensis) è una sede soppressa e sede titolare della Chiesa cattolica.

## Storia
Scutario, identificabile con Üsküdar, è un'antica sede vescovile della provincia romana di Tracia nella diocesi civile omonima. Faceva parte del patriarcato di Costantinopoli ed era suffraganea dell'arcidiocesi di Filippopoli.
La sede non è menzionata da Michel Le Quien nell'opera Oriens Christianus e nessun vescovo è documentato dalle fonti antiche. Essa appare per la prima ed unica volta in una lista di vescovati di Tracia del X secolo con il nome di Scoutarion.
Dal 1933 Scutario è annoverata tra le sedi vescovili titolari della Chiesa cattolica; la sede finora non è mai stata assegnata.